# Северномакедонски българи
 Тази статия е за граждани на Северна Македония.  За българите от областта Македония вижте Македонски българи.  
Българите в Северна Македония, северномакедонски българи, наричани също и македонски българи, са гражданите на Северна Македония, които са българи по национално съзнание.

## Общи сведения
На последното преброяване през 2021 година като българи са отчетени 3504 души. Над 100 000 граждани на Северна Македония са получили българско гражданство след придобиването на независимост на тази страна през 1991 година, а над 50 хиляди чакат разглеждане на документите им, като при тяхното подаване те прилагат нотариално заверена декларация за български произход. Според друга оценка от 2018 година, направена от северномакедонски независими медии, само пълнолетните активни жители на страната с българско самосъзнание са около 50 хиляди, концентрирани в Охрид, Велес, Щип, Царево село, Берово, Пехчево, Струмица и Скопие. Също така има жители на страната с раздвоено народностно самосъзнание, чувстващи се и българи, и македонци - според някои твърдения те са над 200 хиляди. Коментирайки резултатите от преброяването през 2021 година, в което гражданите на Северна Македония, живеещи в чужбина, също имат възможност да се преброят, министърът на външните работи на България Екатерина Захариева подчертава, че от всички малцинства, от живеещите извън страната, само българите не са отчетени в преброяването.

## Българите в преброяванията (1948 – 2021)
| 1948 | 1948 | 1953 | 1953 | 1961  | 1961 | 1971  | 1971 | 1981  | 1981 | 1991  | 1991 | 1994  | 1994 | 2002  | 2002 | 2021 | 2021 |
| ---- | ---- | ---- | ---- | ----- | ---- | ----- | ---- | ----- | ---- | ----- | ---- | ----- | ---- | ----- | ---- | ---- | ---- |
| души | %    | души | %    | души  | %    | души  | %    | души  | %    | души  | %    | души  | %    | души  | %    | души | %    |
| 889  | 0.1  | 920  | 0.1  | 3 087 | 0.2  | 3 334 | 0.2  | 1 984 | 0.1  | 1 370 | 0.1  | 1 682 | 0.1  | 1 417 | 0.1  | 3504 | 0.2  |

## Личности
- Панде Ефтимов
- Йован Стояновски
- Владимир Панков
- Петър Колев (политик)
- Любчо Георгиевски
- Лазар Младенов (общественик)
- Здравко Здравески
- Вида Боева
- Младен Сърбиновски
- Драги Каров

## Организации
Според данни на ДАБЧ в Северна Македония към 2016 година има 6 организации на българите – 6 дружества.

### Дружества
- град Скопие, Сдружение на граждани „Босилеградско“ (от 1999 г.)[6]
- град Охрид, Сдружение за толерантност и сътрудничество „Хоризонти“ (от 2000 г.)[6]
- град Охрид, Гражданско сдружение на македонците със славяно-български произход за взаимодействие между културите „Интеракция“ (от 2002 г.)[6]
- град Скопие, Сдружение на българите в Северна Македония (от 2002 г.)[6]
- град Скопие, Сдружение на граждани Български културен клуб – Скопие (от 2008 г.)[6]
- град Битоля, Сдружение на граждани „Македоно-българско приятелство“ (от 2009 г.)[6]

други
- Сдружение „Иван Михайлов“, Битоля (от 2020 г.)
- Сдружение „Цар Борис III“, Охрид (от 2021 г.)